# Guethenoc de Porhoët
Guethenoc (mort en 1046), vicomte de Thro à partir de 1008, est le fondateur de la maison de Porhoët.

## Biographie
L'origine exacte de Guethenoc est inconnue. Selon Dom Morice, il était issu de Conan Mériadec, roi légendaire d’Armorique sous l'empereur Théodose, mais cette version est maintenant rejetée. Une autre version du XVIIe siècle fut mise en avant par Augustin du Paz, qui considère Guethenoc comme le fils de Yutael (Judicaël), l'un des fils de Conan le Tort, comte de Rennes et duc de Bretagne. En réalité, ces figures de légitimation font partie des mythes d'origine de la famille de Rohan. Guethenoc  n'a ainsi jamais été vicomte de Rennes comme le laissent supposer de faux actes rédigés par les moines de l'abbaye Saint-Sauveur de Redon.
Vers 1008, Guethenoc construisit l'abbaye de Josselin dans le Morbihan. En même temps, il construisit le château de Thro. À cet endroit, il fonda la future vicomté de Porhoët, à l'origine appelée Thro. Les terres de Guethenoc englobaient aussi la future Vicomté de Rohan.
Guethenoc est le premier représentant de la maison de Porhoët et l'ancêtre de la maison de Rohan. Le fait que la lignée du  breton Guéthénoc et son épouse Alarun ait utilisé les noms Rorgonides de Gauzlin (Josselin) et Eudes pour ses descendants permet de penser que leur famille était apparentée par les femmes avec cette  famille d’origine franque.
En 1021, le comte de Cornouaille Alain et Guethenoc de Porhoët ont aidé l’évêque de Vannes Judicaël à obtenir la restitution de biens volés par les Normands de l'Abbaye Saint-Sauveur de Redon. En 1040, Guethenoc donna à l’abbaye la permission de construire une chapelle.
Guethenoc mourut en 1046. Son fils Josselin lui succéda.

## Mariage et descendance
Guethenoc avait épousé Alarun, fille de Benoît, comte et évêque de Cornouaille, dont il eut :
- Josselin Ier (mort en 1074), vicomte de Porhoët à partir de 1046 ;
- Mainguy[2] ;
- Tugdual[2].